# Amato Gastaldi
Amato Gastaldi (Novi Ligure, 9 marzo 1904 – Genova, 1º febbraio 1981) è stato un allenatore di calcio e calciatore italiano, di ruolo attaccante.

## Carriera

### Giocatore
Cresce nell'US Genovese, piccolo club ligure, con il quale gioca nella stagione 1925-1926.
Nel 1926 viene ingaggiato dal Genoa, club con il quale esordisce in Divisione Nazionale il 17 ottobre 1926 nella vittoria casalinga per 4-1 contro il Napoli, incontro nel quale segna anche la terza rete per la compagine rossoblù.
In quella stagione con i genovesi ottiene il quarto posto del girone finale.
Nella stagione seguente, ancora tra le file del Grifone, sfiora la vittoria dello scudetto, piazzandosi al secondo posto, a due punti dai campioni del Torino, nel girone finale.
Nella terza stagione in rossoblù, 1928-1929, Gastaldi con il suo club si piazza al quarto posto nel girone B.
Nel 1931 passa al Rapallo Ruentes, che disputa la Prima Divisione, il terzo livello calcistico italiano. Il club ligure ottiene il terzo posto.
La stagione seguente con i ruentini si piazza al decimo posto, nel 1933-1934 al dodicesimo posto e nel 1934-1935 al settimo posto, retrocedendo in quarta serie.

### Allenatore
Nella stagione 1938-1939 allena l'Andrea Doria nel campionato di Serie C.